# Маткові ріжки (гриби)
Маткові ріжки, спориня або просто ріжки — рід грибів родини клавіціпітаєві, триби Clavicipeae. Гриби роду Claviceps паразитують на зав'язі деяких злаків і характеризуються утворенням склероціїв (фіолетових ріжків) на колосках замість зерен, які становлять «сплячу» стадію гриба.
Зараження збіжжя поширене в районах помірного й вологого клімату; ріжки уражують понад 170 культурних і дикорослих злаків, але найчастіше ураження зазнає жито.

## Склероції

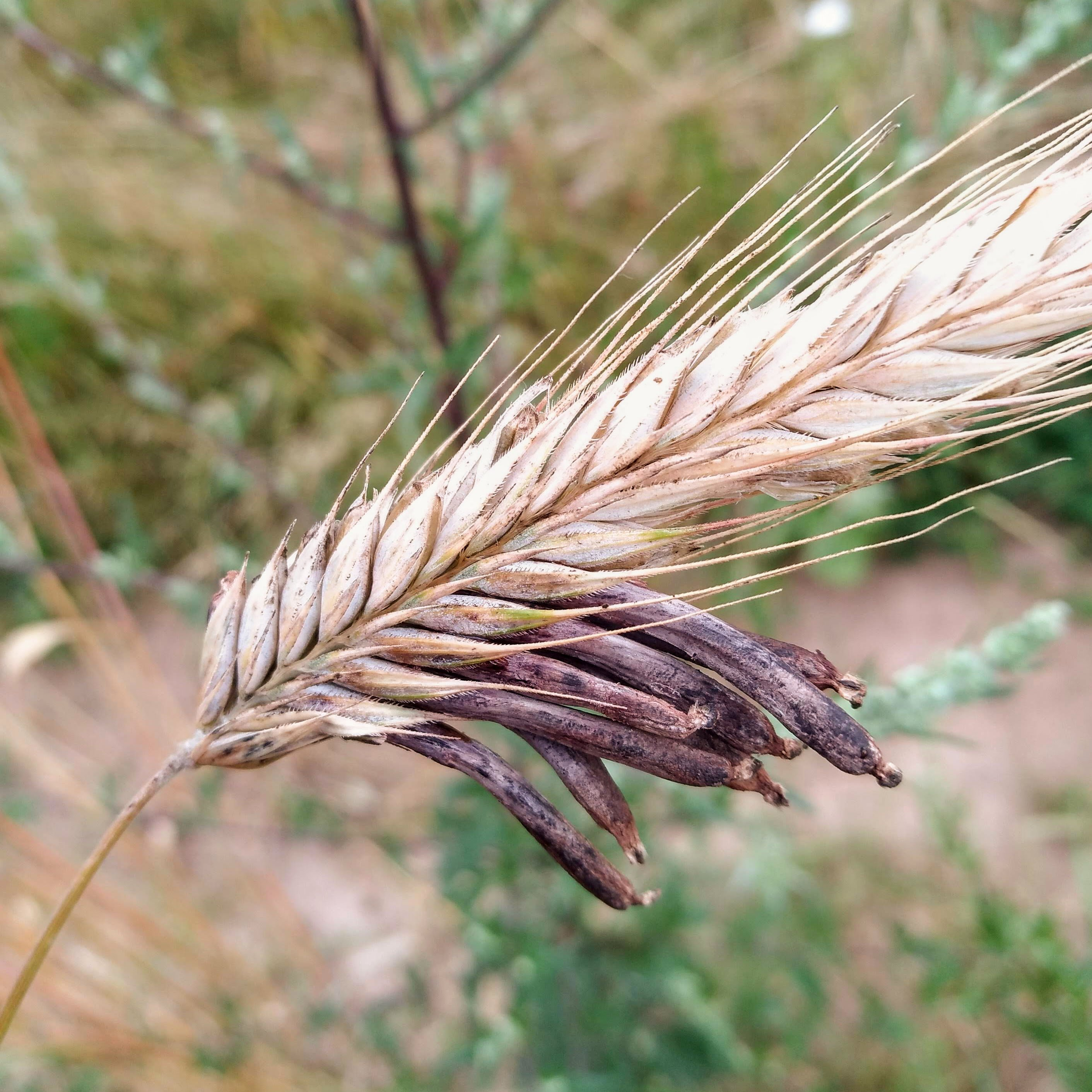
ergot (ймовірно ріжки пурпурові) на житі.

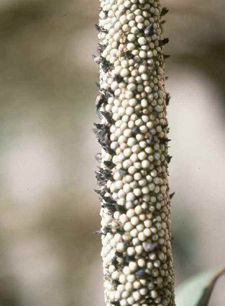
Claviceps fusiformis

У природі паразитичний гриб виробляє алкалоїди у своїх склероціях. Склероції Claviceps purpurea містять алкалоїди, які використовуються в гінекології, а їхні похідні — у лікуванні паркінсонізму. Склероції гриба Claviceps paspali, який вражає виключно дикорослі трави космополітичного роду Paspalum, містять алкалоїди ріжків (амід лізергінової кислоти та її похідні, а також біологічно активні, антибіотичні та нетоксичні речовини паспалін, паспалінін і паспаліцин), що спричиняють проблеми зі здоров'ям худоби, що випасається, і є небезпечними для великої рогатої худоби.
Ріжки пурпурові, Claviceps fusiformis (який спричиняв агалактію у свиноматок в Родезії) і Claviceps paspali використовуються для виробництва алкалоїдів ріжків.

## Використання терміна
Термін маткові ріжки стосується як самого гриба, так і його склероцій, які утворюються на місці зерен і є найбільш очевидним проявом паразита.

## Господарське значення
Поширення зараження має негативні економічні наслідки внаслідок зниження врожайності, необхідність очищення зерна від склероціїв та неможливість споживання ураженого зерна через його токсичність. Зерно, заражене ріжками, викликає ерготизм — отруєння людей мікотоксинами.

## Заходи боротьби
Заходи боротьби з поширенням зараження включають: механічне очищення жита та інших зернових від ріжків; посів озимих і ярових хлібів у стислий термін з метою уникнення розвитку зараження у різний час цвітіння й дозрівання рослин; апробація посівів з метою виділення здорових насіннєвих ділянок; очищення стерні; глибока зяблева оранка; підбір сортів із коротким і дружним періодом цвітіння; використання сортів і гібридів з відносно вищою стійкістю до ураження паразитичними грибами.

## Перелік видів
За даними Catalogue of Life:
- Claviceps zizaniae (Fyles) Pantidou ex Redhead, M.E. Corlett & M.N.L. Lefebvre (Oryzoideae)

Високотоксичними вважаються лише «Ріжки пурпурові», «Claviceps fusiformis» та «Claviceps paspali».

Згідно з Index Fungorum:
- Claviceps zizaniae (Fyles) Pantidou ex Redhead, M.E. Corlett & M.N.L. Lefebvre 2009